# Segunda etapa de Curitiba da Stock Car Brasil de 2009
A Etapa de Curitiba 2 foi a nona corrida da temporada de 2009 da Stock Car Brasil e a primeira da fase se play-offs. O vencendor da prova foi o piloto Ricardo Maurício.

## Corrida
| Pos | Nº | Piloto             | Equipe | Voltas | Tempo/Aband. | Grid | Pontos |
| --- | -- | ------------------ | ------ | ------ | ------------ | ---- | ------ |
| 1   |    | Ricardo Mauricio   |        | 50     | 44min15s460  |      | 25     |
| 2   |    | Ricardo Sperafico  |        | 50     | a 3s426      |      | 20     |
| 3   |    | Cacá Bueno         |        | 50     | a 6s240      |      | 16     |
| 4   |    | Thiago Camilo      |        | 50     | a 9s439      |      | 12     |
| 5   |    | Giuliano Losacco   |        | 50     | a 9s669      |      | 10     |
| 6   |    | Antonio Jorge Neto |        | 50     | a 10s123     |      | 9      |
| 7   |    | Atila Abreu        |        | 50     | a 10s405     |      | 8      |
| 8   |    | Luciano Burti      |        | 50     | a 10s805     |      | 7      |
| 9   |    | Alceu Feldmann     |        | 50     | a 13s820     |      | 6      |
| 10  |    | Duda Pamplona      |        | 50     | a 14s034     |      | 5      |
| 11  |    | Lico Kaesemodel    |        | 50     | a 16s750     |      | 4      |
| 12  |    | William Starostik  |        | 50     | a 17s809     |      | 3      |
| 13  |    | Max Wilson         |        | 50     | a 19s265     |      | 2      |
| 14  |    | Ricardo Zonta      |        | 50     | a 22s093     |      | 1      |
| 15  |    | Thiago Marques     |        | 50     | a 26s190     |      |        |
| 16  |    | Marcos Gomes       |        | 50     | a 29s426¹    |      |        |
| 17  |    | Alan Hellmeister   |        | 50     | a 34s449     |      |        |
| 18  |    | Daniel Serra       |        | 50     | a 41s517     |      |        |
| 19  |    | Allam Khodair      |        |        | a 2 voltas   |      |        |
| 20  |    | Tarso Marques      |        |        | a 5 voltas   |      |        |
| 21  |    | Popó Bueno         |        |        | a 7 voltas   |      |        |
| 22  |    | David Muffato      |        |        | a 8 voltas   |      |        |
| 23  |    | Nonô Figueiredo    |        |        | a 12 voltas  |      |        |
| 24  |    | Chico Serra        |        |        | a 21 voltas  |      |        |
| 25  |    | Norberto Gresse    |        |        | a 26 voltas  |      |        |
| 26  |    | Felipe Maluhy      |        |        | a 31 voltas  |      |        |
| 27  |    | Xandinho Negrão    |        |        | a 43 voltas  |      |        |
| 28  |    | Valdeno Brito      |        |        | a 49 voltas  |      |        |
| 29  |    | Paulo Salustiano   |        |        | a 49 voltas  |      |        |

- Nota 1:  O piloto Marcos Gomes, terminou a prova em quarto lugar, mas foi punido pela direção de prova e ficou com o 16º lugar.[1]